# Pagny-le-Château
Pagny-le-Château är en kommun i departementet Côte-d'Or i regionen Bourgogne-Franche-Comté i östra Frankrike. Kommunen ligger i kantonen Seurre som tillhör arrondissementet Beaune. År 2022 hade Pagny-le-Château 485 invånare.

## Befolkningsutveckling
Antalet invånare i kommunen Pagny-le-Château
Referens:INSEE